# Мямлина, Людмила Ивановна
Людмила Ивановна Мямлина (1914—1992) — зоотехник-селекционер племсовхоза Матусовского сахарного комбината Шполянского района Черкасской области, Герой Социалистического Труда (07.03.1960).

## Биография
Родилась 14 января 1914 года на станции Волоконовка Воронежской губернии.
В 1915 году с семьёй переехала на Украину. Окончила семилетнюю школу и поступила в Сумской техникум свекловодства, который через год перевели в Белую Церковь, и потом на базе техникума был создан Белоцерковский сельскохозяйственный институт, где она училась на зоотехническом отделении.
Во время студенческой практики начала вести селекционную работу на основе красной степной породы.
В институте вышла замуж за однокурсника Михаила Андреевича Потиху. Получив диплом зоотехника (1936), они получили направление на работу в совхоз в Веселом Подолье, Полтавская область.
После начала войны Л. И. Мямлина руководила эвакуацией племенного стада коров. Ей удалось 100 лучших коров отправить по железной дороге в Южный Казахстан. Там она работала старшим зоотехником до окончания войны.
В 1945 году вернулась на Украину в Шполянский район, где вместе с мужем в Павловском отделении совхоза с. Матусов начала восстанавливать поголовье симменталов.
Благодаря селекционной работе, научно организованному кормлению коров, совхоз по производству молока стал занимать первые места в области. За такие успехи Л. И. Мямлину наградили орденом «Знак Почёта», золотой медалью, в 1955 году — вторым орденом «Знак Почёта» и медалью «За трудовую доблесть».
В 1960 году Указом Президиума Верховного Совета СССР Людмиле Ивановне за успешное развитие животноводства Павловского совхоза в с. Матусов, обеспечение колхозов и совхозов высококачественной племенной продукцией, за высокие надои молока и превышение планов по сдаче государству мяса присвоено звание Героя Социалистического Труда.
Позже вместе с мужем жила в Белой Церкви и Киеве, работала на кафедре кормления животных Белоцерковского сельскохозяйственного института и в Украинской сельскохозяйственной академии.
Похоронена в Киеве на Байковом кладбище.
Сочинения:
- Удой коров симментальской породы в зависимости от возраста первого, второго и третьего отелов в условиях высокой интенсивности раздоя / М. А. Потиха, Л. И. Мямлина // Науч. тр. УСХА. −1974.-Вып. 99.-С. 128—131.